# Saint-Christophe (Creuse)
Saint-Christophe é uma comuna francesa na região administrativa da Nova Aquitânia, no departamento de Creuse. Estende-se por uma área de 7,79 km². Em 2010 a comuna tinha 161 habitantes (densidade: 20,7 hab./km²).